# Lars Gabriel Horngren

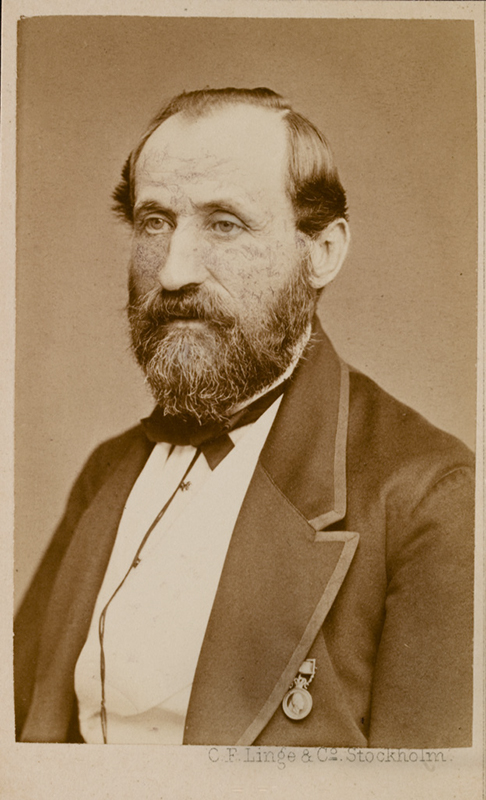
Lars Gabriel Horngren

Lars Gabriel Horngren, född 6 maj 1817 och död 1881, var sidenfabrikör verksam hos Almgrens sidenväverier i Stockholm.

## Biografi
Lars Gabriel Horngren var son till Sidenwäfvaregesällen med samma namn, Lars Gabriel Horngren (född 1795) och Maria Catharina Söderström (född 1792). Lars Gabriel gifte sig 1845 med sidenarbeterskan Catharina Christina Sjöberg (född 2 januari 1814). Från 1820 och framåt bodde familjen i en fastighet som ägdes av sidenfabrikör J.P. Mazer, i kvarteret Cybele i Gamla stan.

## Yrkesliv
I mitten av 1800-talet var sidenväverierna de största arbetsplatserna i Stockholm. Mazer & Co var ett av de större företagen inom silkes- och sidenhanteringen. K.A. Almgren, som senare skulle komma att starta Almgrens Sidenväverier, var under några år anställd hos Mazer & Co som bokhållare. I december 1834 började också Lars Gabriel Horngren där som lärling. Tre år senare, 1837, blev hans gesällprov godkänt.
1844 fick Lars Gabriel Horngren själv rättigheter att driva sidenfabrik, vilket han också gjorde under en kort tid. Redan 1846 tog han anställning som mönsterritare. 1863 till 1867 var han föreståndare för Barnängens Sidenfabrik, anlagd 1846 av Lars Johan Hierta, som lades ner 1967.
Under åren som mönsterritare gjorde Lars Gabriel resor i Europa, bland annat till Lyon. Under sina resor skrev han dagboksanteckningar och gav även ut två tryckta skrifter med reseskildringar. 1851 besökte han Världsindustriutställningen i London och 1854 besökte han Berlin där han besökte sidenindustrier. 1855 tillbringade han flera månader vid Världsutställningen i Paris och 1862 var han i London större delen av året och arbetade vid den svenska delen av Världsutställningen.

## Oscar I:s porträtt
Lars Gabriel Horngren ritade mönster till det välkända porträttet av Oscar I som 1846 producerades vid K.A. Almgrens sidenväverier. Den 25 maj 1846 skrev Post- och Inrikes Tidningar: "D.A. berättar, att en av Stockholms sidenfabrikanter Hr K.A. Almgren har i dessa dagar fått färdig en väfnad i siden med H.M. Konungens porträtt, efter Cardon. Arbetet är ganska väl lyckadt och tål jemförelse med utländska konststycken i samma genre. Man säger, att kostnaden för inrättningen af väfstols-mekaniken uppgår till 3,000 R:dr B:ko. Väfvaren är äfven svensk och lärer heta Horngren". Två dagar senare kommer tidningen med en rättelse: "D.A. rättar idag sin uppgift, att Hr Horngren, som biträdt vid utförandet af den nyss omnämnda sidenväfnaden med H.M. Konungens porträtt, vore 'väfvare', derhän att Hr H. istället är 'ritare' och den, 'som gifvit dispositionerna för väfstolens uppsättning."